# Cyrtanaspis yunnana
Cyrtanaspis yunnana es una especie de coleóptero de la familia Scraptiidae.

## Distribución geográfica
Habita en China.